# Knösarna
Knösarna är ett naturreservat i Lycksele kommun i Västerbottens län.
Området är naturskyddat sedan 1997 och är 28 hektar stort. Reservatet består av gammal granskog med grova tallar och aspar.